# Красномайское сельское поселение
Красномайское се́льское поселе́ние — муниципальное образование в Кочкуровском районе Мордовии Российской Федерации.
Административный центр — посёлок Красномайский.

## История
Статус и границы сельского поселения установлены Законом Республики Мордовия от 28 декабря 2004 года № 121-З «Об установлении границ муниципальных образований Кочкуровского муниципального района, Кочкуровского муниципального района и наделении их статусом сельского поселения и муниципального района».

## Население
| 2002 | 2010 | 2012 | 2013 | 2014 | 2015 | 2016 |
| ---- | ---- | ---- | ---- | ---- | ---- | ---- |
| 597  | ↘563 | ↘555 | ↘552 | ↘537 | ↘526 | ↘523 |
| 2017 | 2018 | 2019 | 2020 | 2021 |      |      |
| ↘515 | ↗536 | ↘527 | ↘518 | ↘491 |      |      |

## Состав сельского поселения
| № | Населённый пункт | Тип населённого пункта          | Население |
| - | ---------------- | ------------------------------- | --------- |
| 1 | Дворянский Умыс  | село                            | ↘3        |
| 2 | Красномайский    | посёлок, административный центр | ↘536      |
| 3 | Малый Умыс       | деревня                         | ↘1        |
| 4 | Новотроицкий     | посёлок                         | ↘18       |
| 5 | Тепловка         | село                            | ↘5        |